# Николов, Теофил
Теофил Николов Поптеофилов — болгарский общественный деятель, педагог и революционер, член Внутренней македонско-эдринской революционной организации.

## Биография
Николов родился 18 января 1882 года в селе Белица в Османской империи. Происходит из рода Поптеофиловых. Его отец Никола Поптеофилов был участником Кресненско-Разлогского восстания, брат Георгий Николов был активистом ВМЭРО, а дядя Лука Поптеофилов был болгарским учителем в Сере, Неврокопе, Мелнике и Банско и основателем революционной организации в Разлоге. Теофил учился в Белице и стал учестников ВМЭРО будучи студентом. После получения среднего образования участвовал в Илинден-Преображенском восстании. После погрома восстания и сожжения Белицы Теофил Николов бежал в Болгарию и стал учителем в Добриче. Он окончил Школу офицеров запаса и в качестве офицера участвовал в войнах за национальное объединение. После 1919 года работал в табачных компаниях и банках. Являлся главой отделения Национального банка Македонии в Неврокопе. Был кметом села Ладжене, где и умер в 1940 году.